# DAF Trucks
DAF Trucks là một công ty sản xuất xe tải của Hà Lan và là một bộ phận không thể tách rời của Paccar. Cái tên DAF được bắt nguồn từ việc viết tắt, chúng được lấy từ những chữ cái đầu của cụm từ Doorne's Aanhangwagen Fabriek. Trụ sở chính và nhà máy chính của được đặt tại Eindhoven. Cabin và trục xe được sản xuất dựa trên dây chuyền lắp ráp đặt tại nhà máy Westerlo ở Bỉ. Một số mẫu xe tải được bán dưới tên thương hiệu DAF được thiết kế và sản xuất bởi Leyland Trucks tại nhà máy được đặt tại Leyland, Anh Quốc.

## Lịch sử

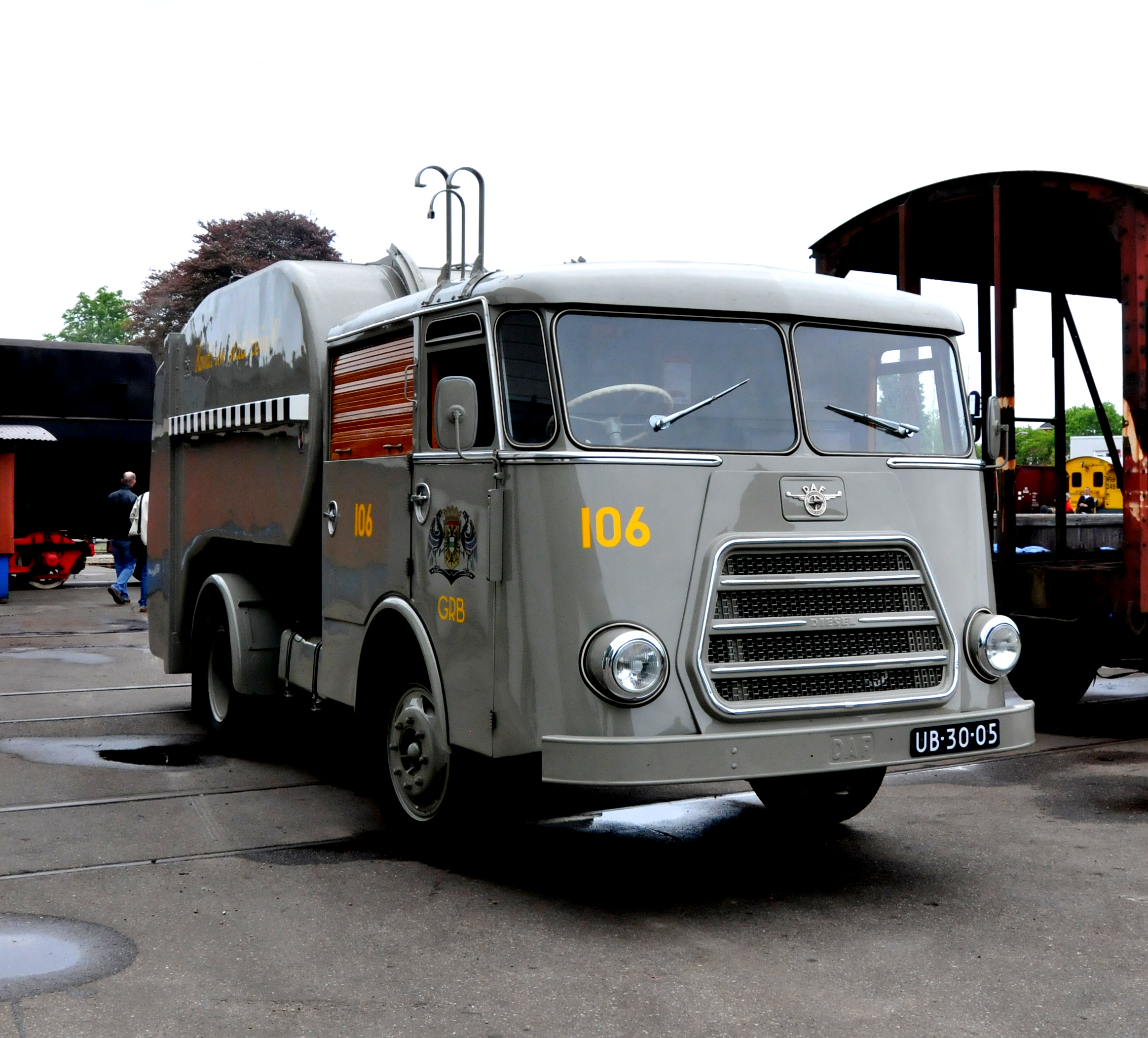
Xe tải DAF G1300DA325

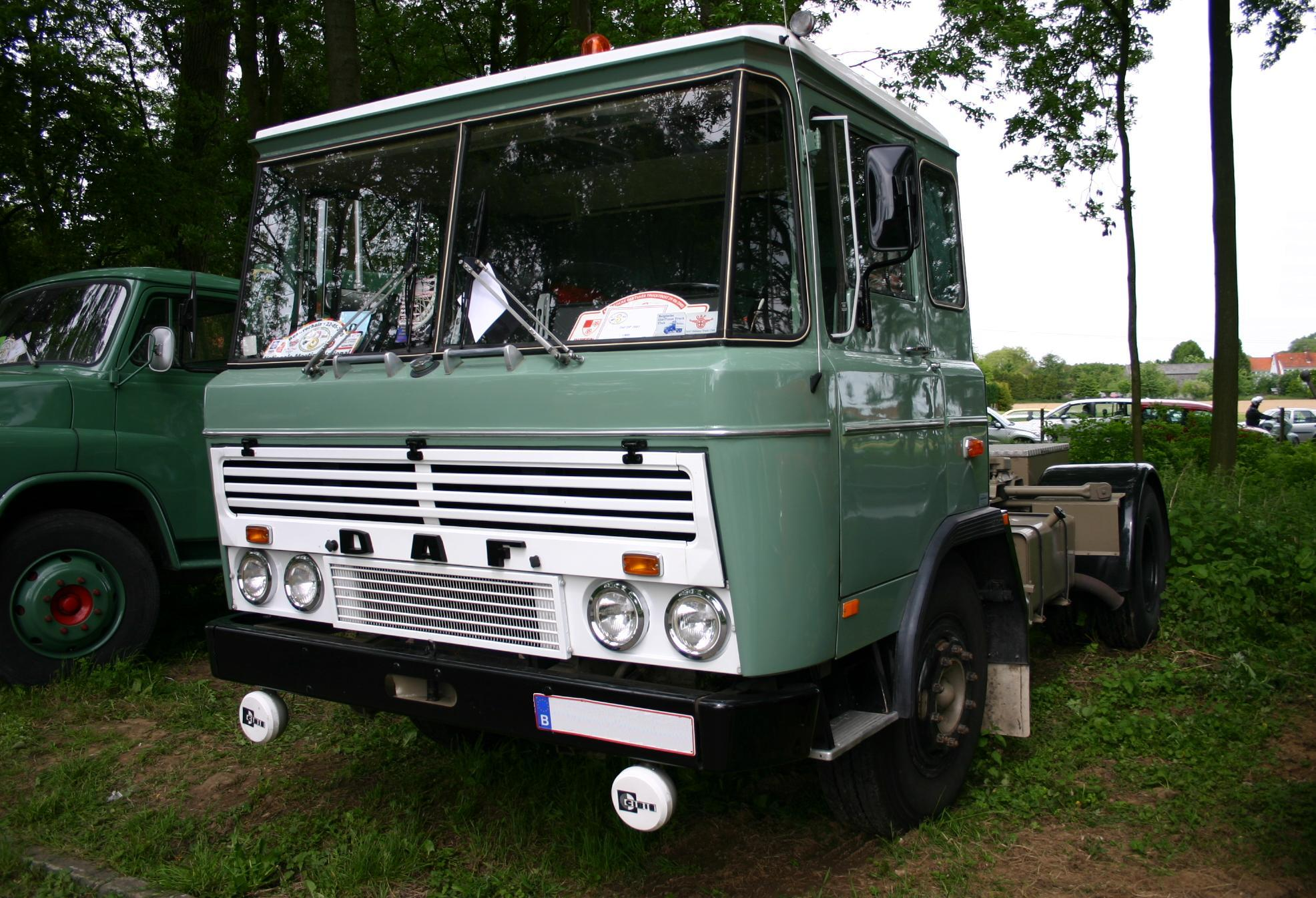
Đầu kéo DAF 2600 cổ điển

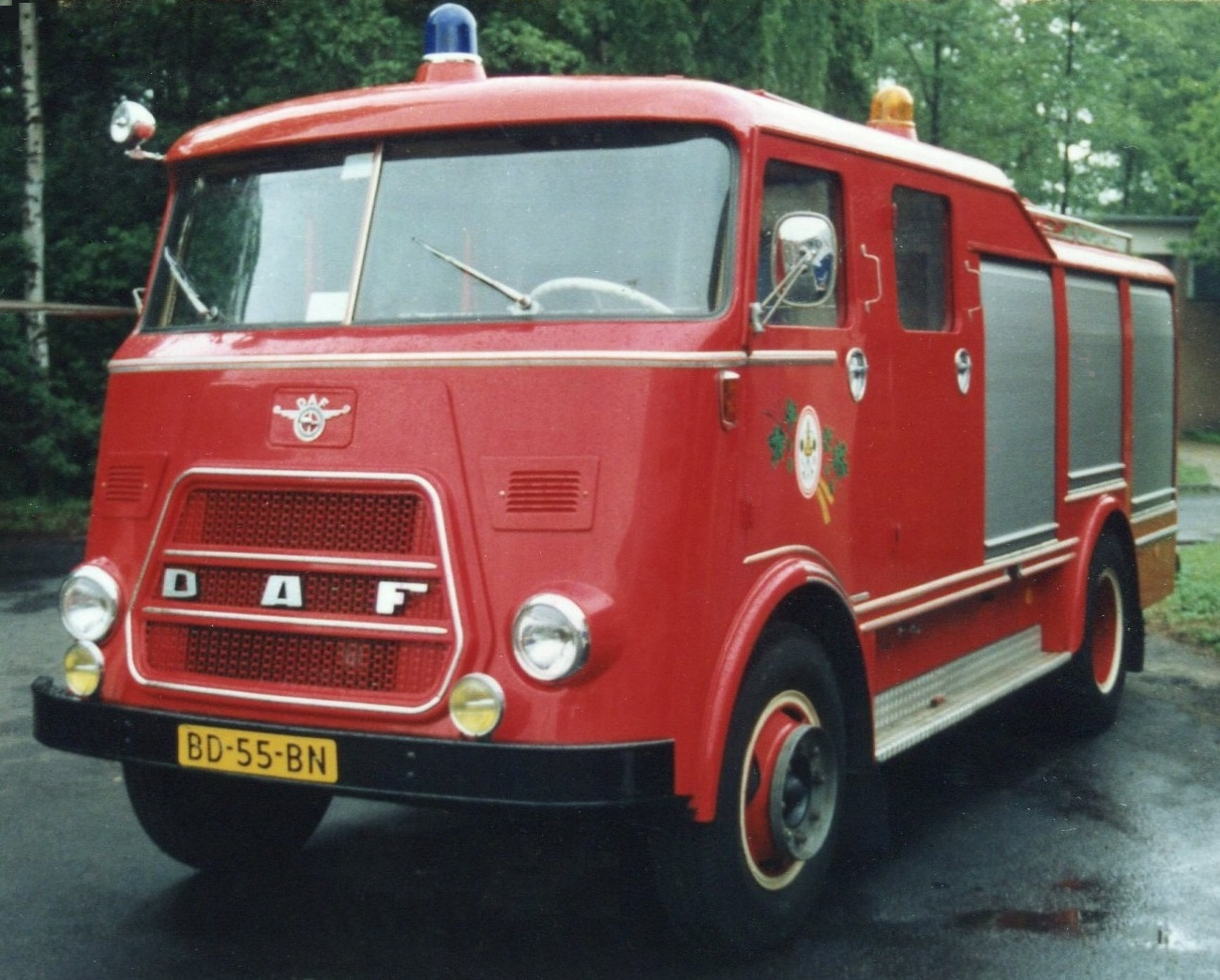
Xe cứu hỏa DAF

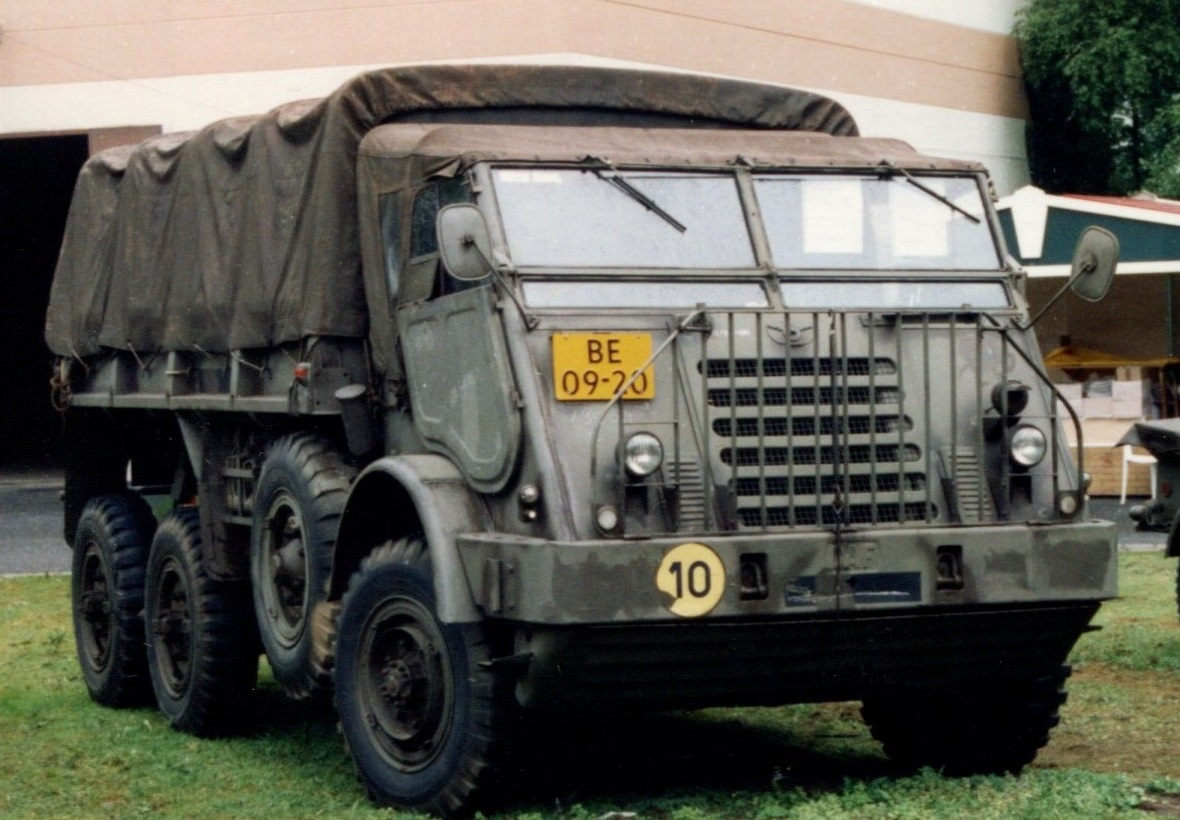
Mẫu xe tải quân sự DAF YA-328

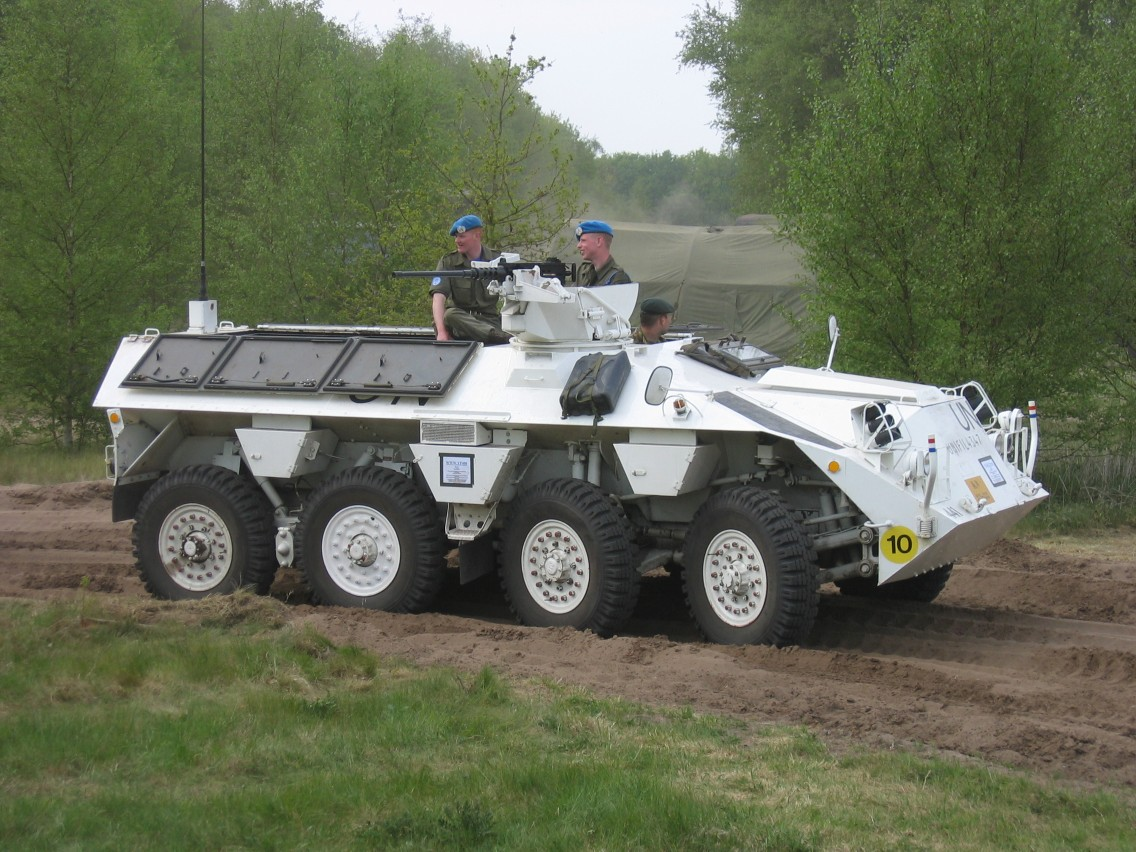
DAF YP-408 được UNIFIL sử dụng

Vào năm 1928, Hubert "Hub" van Doorne thành lập một công ty mang tên Commanditaire Vennootschap Hub van Doorne's Machinefabriek. Người đồng sáng lập và nhà đầu tư của ông là A. H. Huenges, giám đốc điều hành của một nhà máy bia. Van Doorne đã nhiều lần sửa chữa chiếc xe của Huenges và Huenges rất hài lòng với công việc của Hub đang làm. Sau đó, ông đề nghị tài trợ cho Hub trong công việc kinh doanh. Hub bắt đầu làm việc trong một nhà xưởng nhỏ với nền tảng trước đó là của nhà máy bia.
Năm 1932, công ty vào thời điểm đó được điều hành bởi Hub và anh trai của ông là Wim van Doorne, đã đổi tên công ty thành Van Doorne's Aanhangwagen Fabriek (Nhà máy Trailer của Van Doorne), viết tắt là DAF. Đến năm 1936, Huenges rời công ty và khi này DAF vẫn hoàn toàn nằm trong tay anh em nhà van Doorne.
DAF đã phát triển nhằm cải tiến hệ thống truyền động trên mẫu xe tải Trado của mình để có thể chuyển đổi mẫu xe tải sử dụng động cơ Ford với hệ dẫn động hai bánh (4×2) thành hệ dẫn động 6×4 chuyên dùng cho địa hình. Một trong số ít mẫu phương tiện bọc thép của DAF, chiếc M39 Pantserwagen, sử dụng các cải tiến của hệ dẫn động được áp dụng trên mẫu xe tải Trado này. Quá trình sản xuất M39 diễn ra quá muộn, không kịp để đưa ra sử dụng trong cuộc Chiến tranh thế giới thứ hai, trong cuộc xâm lược Hà Lan (năm 1940), chỉ có ba chiếc được đem ra mặt trận.
Sau Thế chiến II, các mẫu xe hơi sang trọng và xe tải rất khan hiếm. Điều này mở ra một cơ hội lớn  cho DAF. Năm 1949, công ty bắt đầu sản xuất xe tải, xe kéo và xe buýt, đổi tên thành Van Doorne's Automobiel Fabriek (Nhà máy ô tô của Van Doorne). Với mẫu xe tải đầu tiên của DAF là DAF A30.
Trong suốt những năm 1950, DAF là nhà cung cấp chính cho việc tái trang bị các mẫu xe không bọc thép được sử dụng trong Quân đội Hà Lan, với các mẫu xe như DAF YA-126 và DAF YA-328 Dikke Daf. Những xe này sử dụng hệ dẫn động bốn bánh H-drive được phát triển từ các phiên bản chuyển đổi của Trado.
Vào cuối năm 1954, Hub van Doorne nảy ra ý tưởng sử dụng hộp số biến thiên vô cấp (CVT) truyền động bằng dây đai dùng để truyền động cho các phương tiện giao thông, giống như rất nhiều cỗ máy sử dụng hệ thống truyền động bằng dây đai trong nhà máy. Năm 1955, DAF đã đưa ra bản vẽ kỹ thuật đầu tiên của hệ thống truyền động bằng dây đai dành cho ô tô. Trong vài năm tiếp theo, thiết kế đã được nâng cấp và tinh chỉnh. Vào tháng 2 năm 1958, DAF đã trưng bày một chiếc hơi bốn chỗ cỡ nhỏ sử dụng hệ thống truyền động bằng dây đai tại triển lãm ô tô Hà Lan (AutoRAI).
Phản ứng của công chúng là rất tích cực và 4000 chiếc xe đã được đặt hàng. Năm 1959, DAF bắt đầu bán chiếc xe đầu tiên trên thế giới với hộp số biến thiên vô cấp, chiếc DAF 600 bốn chỗ cỡ nhỏ. Đây là mẫu xe đầu tiên trong số các mẫu xe được đưa ra thị trường trong những năm tiếp theo, bao gồm DAF 33, DAF 44, DAF 55 và DAF 66, tất cả đều sử dụng hệ thống truyền động Variomatic cải tiến.
Năm 1967, DAF đã mở một nhà máy mới ở Born để sản xuất xe hơi. 44 là mẫu xe đầu tiên đã được sản xuất ở tại nhà máy này.
Năm 1972, International Harvestester of Chicago đã mua lại 33% cổ phần của DAF (trong đó chính phủ Hà Lan nắm giữ 25% và gia đình Van Doorne nắm giữ 42% số cổ phần còn lại) và thành lập một liên doanh. Thỏa thuận này kéo dài đến năm 1981. DAF đã bán đi bộ phận xe khách của mình, cùng với nhà máy Nedcar hiện tại ở Born vào năm 1975 cho công ty Volvo Cars của Thụy Điển, để DAF tập trung hoàn toàn vào mảng xe tải đang rất thành công của mình.
Năm 1987, DAF sáp nhập với bộ phận Leyland Trucks thuộc Rover Group (bao gồm cả Freight Rover). Vào tháng 6 năm 1989, công ty đã được niêm yết trên Sở giao dịch chứng khoán Hà Lan và Luân Đôn với tên giao dịch là DAF NV. Tại Anh Quốc, công ty sử dụng tên giao dịch cho công ty con mới thành lập của mình là Leyland DAF và sử dụng tên DAF ở những quốc gia khác.
DAF Bus đã được tách ra vào năm 1990 để trở thành một phần của United Bus. Với những khó khăn trong hoạt động kinh doanh tại thị trường Anh, sau khi DAF NV bị đưa vào diện quản lý vào tháng 2 năm 1993, các bộ phận còn lại của DAF tại Hà Lan đã được bán thông qua một thương vụ mua lại do hội đồng quản trị thực hiện và doanh nghiệp này được đổi tên thành DAF Trucks.
Vào tháng 10 năm 1996, Paccar đã mua lại DAF Trucks. DAF Trucks và Leyland Trucks đã được tái hợp vào tháng 6 năm 1998, khi đó Paccar cũng đã mua lại Leyland Trucks. Vào ngày 9 tháng 1 năm 2012, Paccar đã đặt nền móng cho nhà máy mới tại thành phố Ponta Grossa, thuộc tiểu bang Paraná, Brazil.
DAF hiện có tài sản ròng trị giá 1,7 tỷ đô la

### Kinh doanh xe hơi

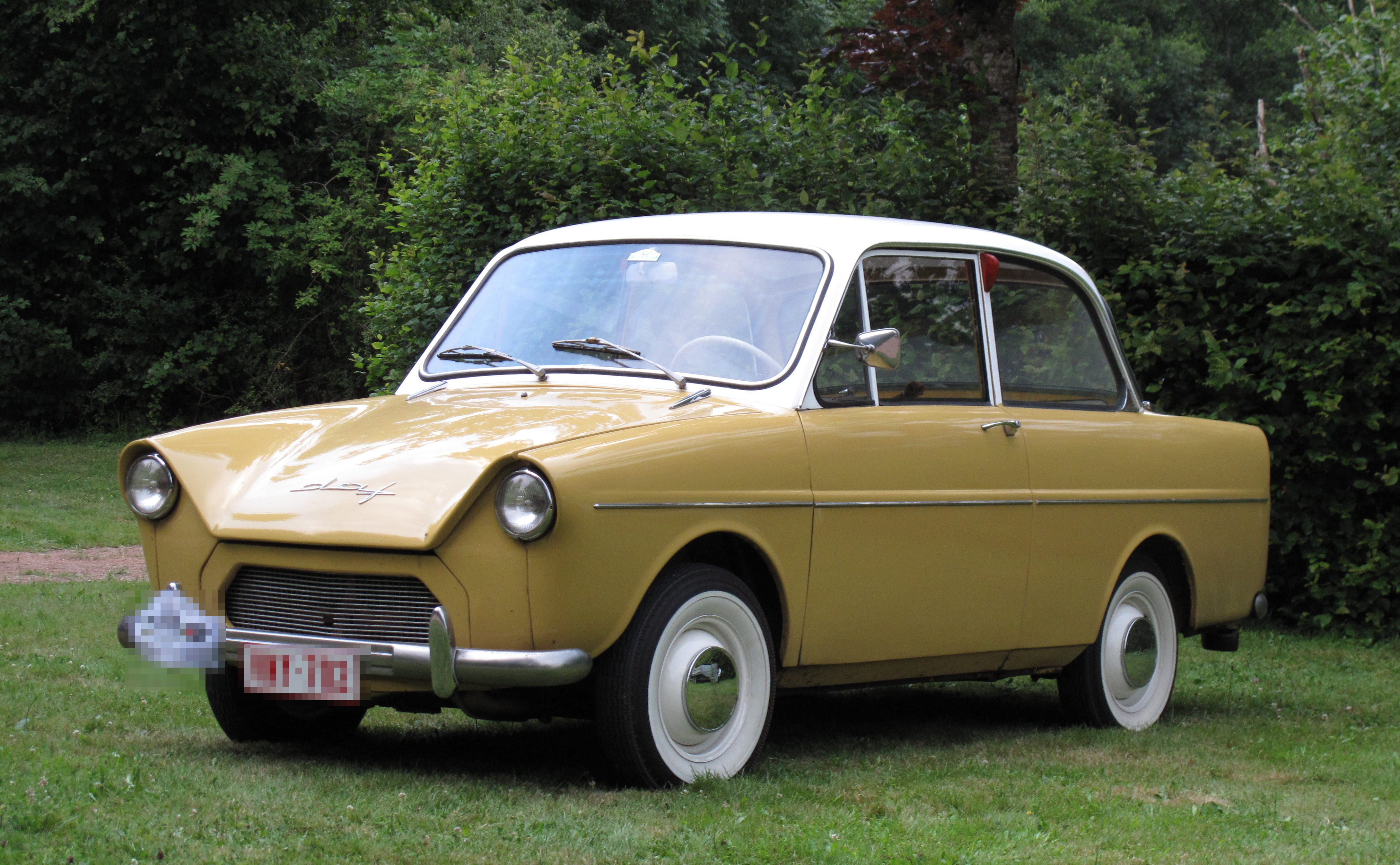
DAF 600

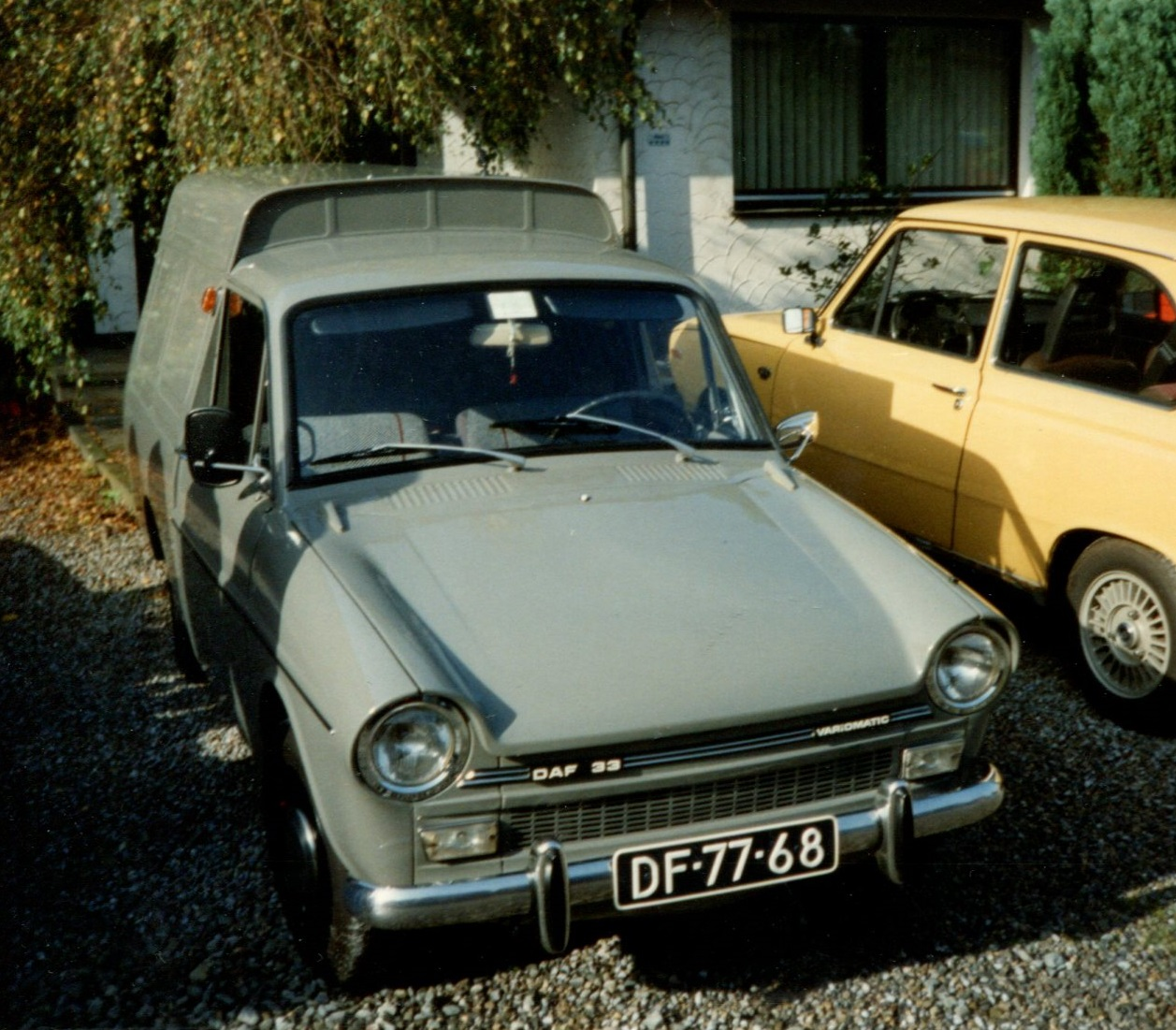
DAF 33 đang đỗ

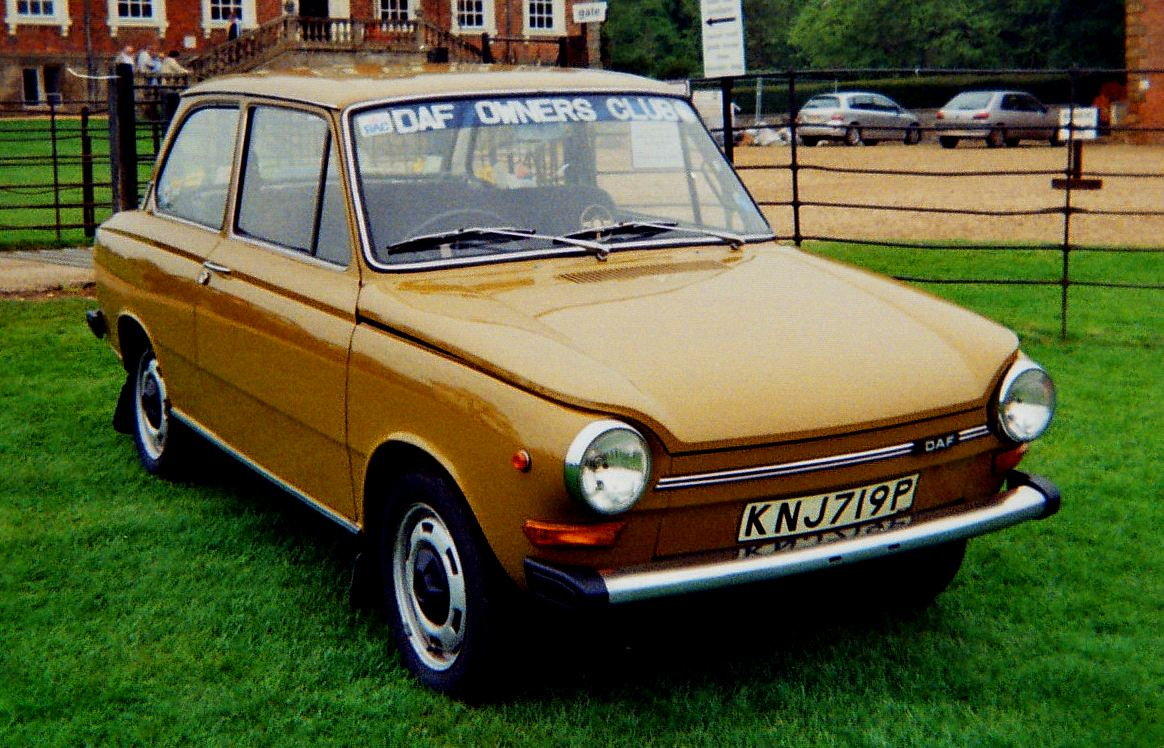
DAF 44 (vào năm 1975)

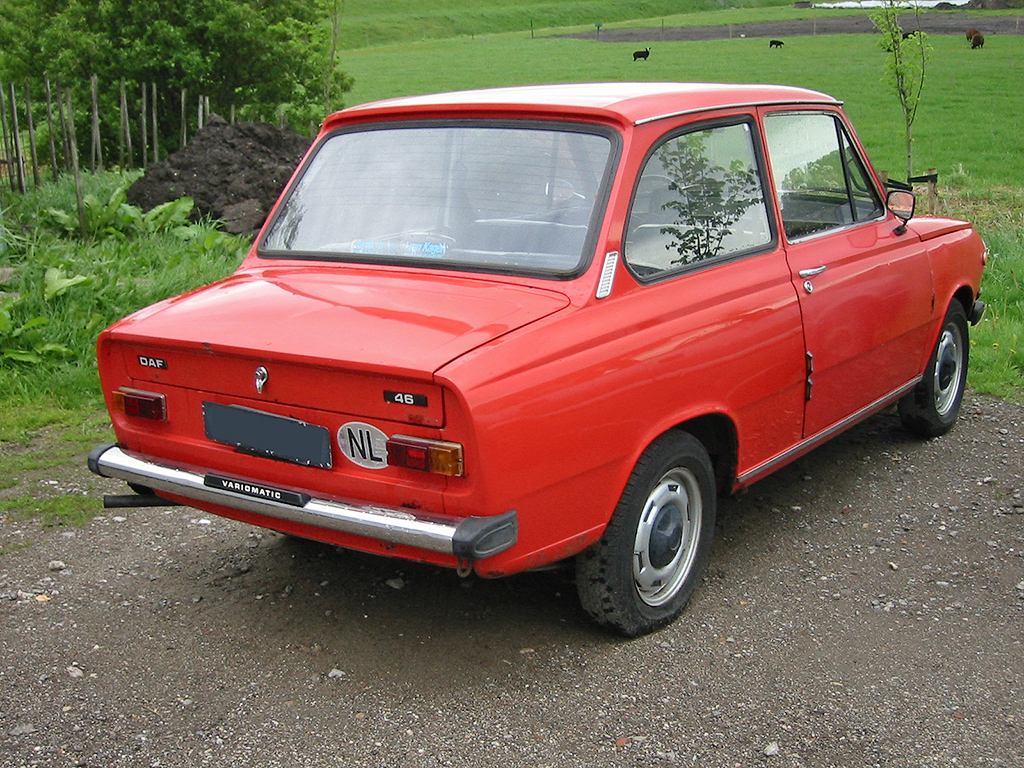
DAF 46

Chiếc xe chở khách đầu tiên, DAF 600, được giới thiệu tới công chúng vào tháng 2 năm 1958. Xe có kết cấu thép nguyên khối, với động cơ boxer hai xi-lanh làm mát bằng không khí được đặt ở phía trước, truyền động tới bánh sau thông qua bộ ly hợp ly tâm và hộp số vô cấp Variomatic CVT. Cách cấu tạo này đã loại bỏ nhu cầu sử dụng vi sai, với các dây đai truyền động đảm nhận sự chênh lệch tốc độ khi vào cua.
Chúng hoạt động như một bộ vi sai chống trượt. Xe có hệ thống treo độc lập hoàn toàn, với thanh chống MacPherson và một thanh nhíp xe nằm ngang ở phía trước, và thiết kế tay đòn bán kéo lò xo cuộn ở phía sau. Những chiếc DAF 600 đầu tiên đã rời dây chuyền sản xuất vào năm sau đó. Mẫu xe tiếp theo là 750, với động cơ hai xi-lanh lớn hơn, dung tích 749 cc (45,7 in khối).
Sau đó, DAF sản xuất một loại xe sang trọng hơn mang tên là Daffodil, được chia thành ba mẫu xe mang các số hiệu DAF 30, DAF 31 và DAF 32. Mẫu DAF 32 được đổi thành 33 khi mẫu xe DAF 44, một chiếc xe thuộc phân khúc tầm trung với kích thước lớn hơn do Giovanni Michelotti thiết kế, ra mắt vào năm 1966.
DAF 44 có thiết kế hoàn toàn mới về mặt thẩm mỹ cũng như cơ học, nhưng có cùng bố cục với các mẫu xe "Loại A" (600, 750, 30, 31, 32 và 33), với sự khác biệt chính nằm ở động cơ hai xi lanh 850 cc (52 in khối) và thiết kế trục xoay của nó trái ngược hoàn toàn so với cánh tay đòn chữ A.
Chiếc DAF 55 năm 1968 được trang bị động cơ bốn xi-lanh OHV làm mát bằng nước, dung tích 1.108 cc (67,6 in khối), được phát triển từ động cơ Cleon của Renault 8. Thiết kế thân xe được thay đổi so với mẫu xe DAF 44 với phần đầu xe được thiết kế mới để phù hợp với động cơ dài hơn, két nước, đèn hậu lớn hơn, cùng nội thất sang trọng hơn. Hệ thống treo trước cũng được thay đổi từ nhíp xe ngang sang thanh chống MacPherson cùng với lò xo xoắn và thanh chống lật.
DAF 66 được giới thiệu là mẫu xe kế nhiệm của DAF 55. Xe có thiết kế mới, với phần đầu vuông vức và trục sau được thiết kế lại. Hai dây đai truyền động giờ đây truyền lực tới một bộ vi sai và trục sau được thay đổi từ thiết kế trục xoay sang trục de Dion cùng với nhíp xe. Đây là một cải tiến lớn so với khả năng xử lý khó khăn của các mẫu xe trước đó sử dụng trục xoay như các mẫu 33, 44 và 55.
Volvo đã mua 33% cổ phần của DAF vào tháng 12 năm 1972, với mục đích nắm giữ nhiều cổ phần hơn. Sau đó, họ đã tăng lượng cổ phần mà mình đã nắm giữ lên 75% vào ngày 1 tháng 1 năm 1975, chính thức tiếp quản công ty và nhà máy Nedcar. Volvo đã loại bỏ các mẫu xe 33 và 44, và sau đó đổi tên DAF 66 thành Volvo 66, với phần cản xe lớn hơn và vô lăng an toàn.
DAF 46 được phát triển với sự hỗ trợ của Volvo và về cơ bản là một mẫu DAF 44 với trục sau của DAF 66 và hệ thống truyền động Variomatic chỉ có một dây đai (bằng một nửa hệ thống truyền động của DAF 66). Một điểm yếu lớn của hệ thống này là nếu dây đai truyền động bị hỏng, xe sẽ không thể hoạt động. Thiết kế cuối cùng của DAF, có tên mã P900, ban đầu dự định được gọi là DAF 77, được phát triển trong quá trình chuyển giao quyền sở hữu sang Volvo và cuối cùng ra mắt dưới dạng một loạt dòng xe Volvo 300 vào năm 1976, đầu tiên là mẫu Volvo 343, một mẫu hatchback ba cửa với hệ thống truyền động Variomatic.
Với doanh số bán ra chậm, dòng xe này được mở rộng thành 340/360, với phiên bản năm cửa và tùy chọn hộp số sàn và dòng 340/360 đã trở thành một thành công về mặt doanh số, vượt mốc 1,3 triệu chiếc được bán ra khi ngừng sản xuất vào năm 1991. Các mẫu xe Volvo 440/460/480 và thế hệ đầu tiên của S40/V40 cũng được sản xuất tại nhà máy Nedcar, cho đến khi Volvo bán lượng cổ phần mình nắm giữ cho Mitsubishi Motors vào năm 2001, đánh dấu việc kết thúc sự hiện diện của Volvo tại nhà máy đã từng thuộc về DAF sau gần ba mươi năm. Hiện nay, nhà máy thuộc sở hữu của VDL Nedcar và sản xuất theo hợp đồng một số mẫu xe Mini cho BMW.

#### Nguyên mẫu và mẫu xe đặc biệt
Mặc dù là một công ty nhỏ, DAF đã tạo ra một số lượng lớn các mẫu thử nghiệm. Ngoài ra, các hãng thiết kế thân xe nổi tiếng như Giovanni Michelotti và OSI đã chế tạo xe dựa trên cơ cấu cơ khí của DAF. Ví dụ như chiếc OSI City Car, sau đó đã trở thành một mô hình thu nhỏ. Cũng có chiếc xe "Shellette" đi biển của Michelotti, sau này được chỉnh sửa để sử dụng khung gầm của Fiat 850. Hoàng gia Hà Lan đã sử dụng một trong những chiếc này tại nơi nghỉ dưỡng mùa hè của họ ở Porto Ercole.

## Kinh doanh xe tải

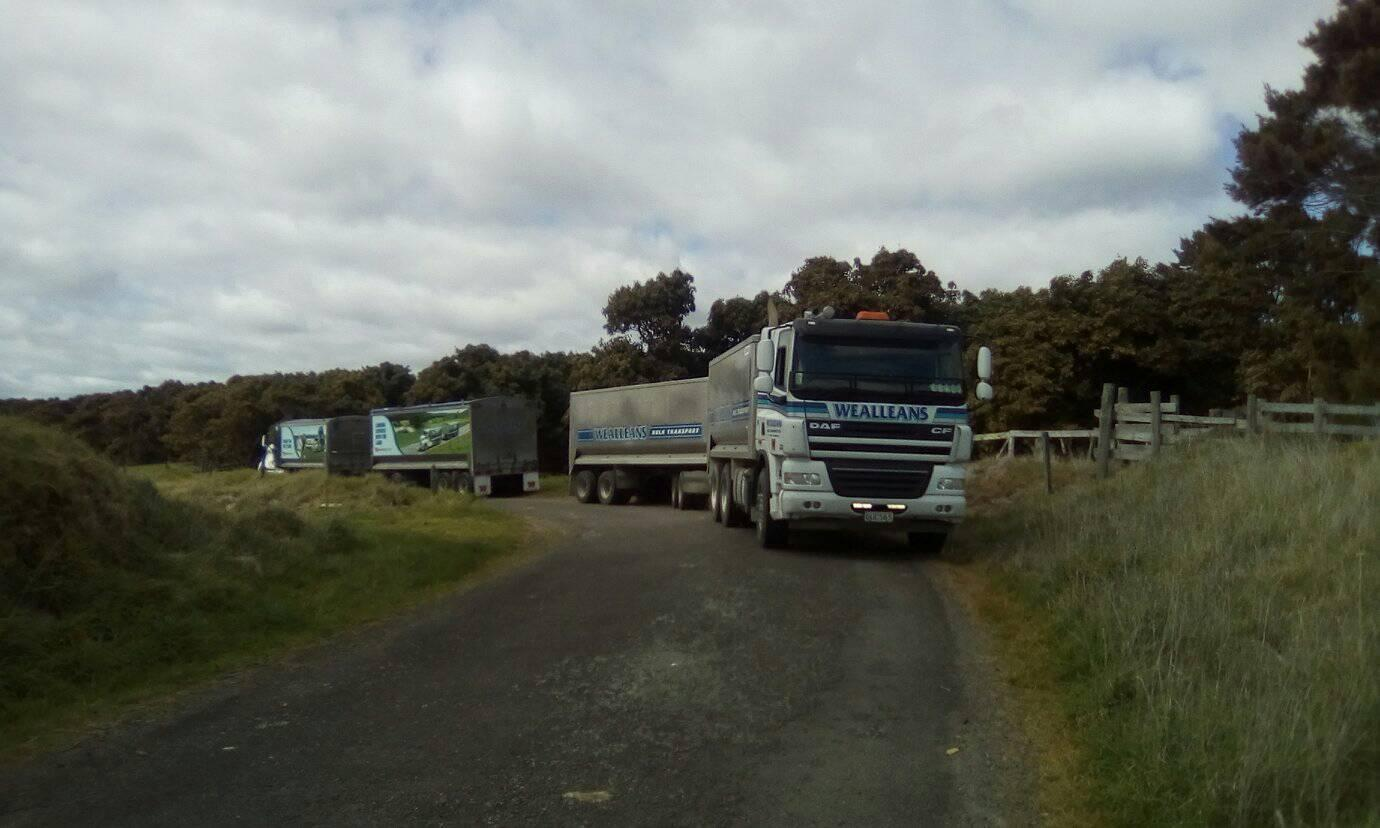
DAF CF 85.510

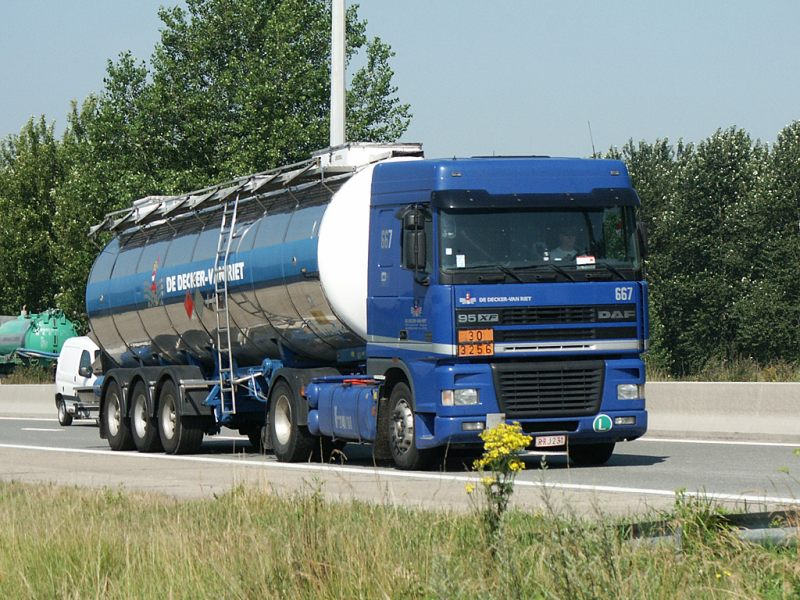
DAF 95 XF

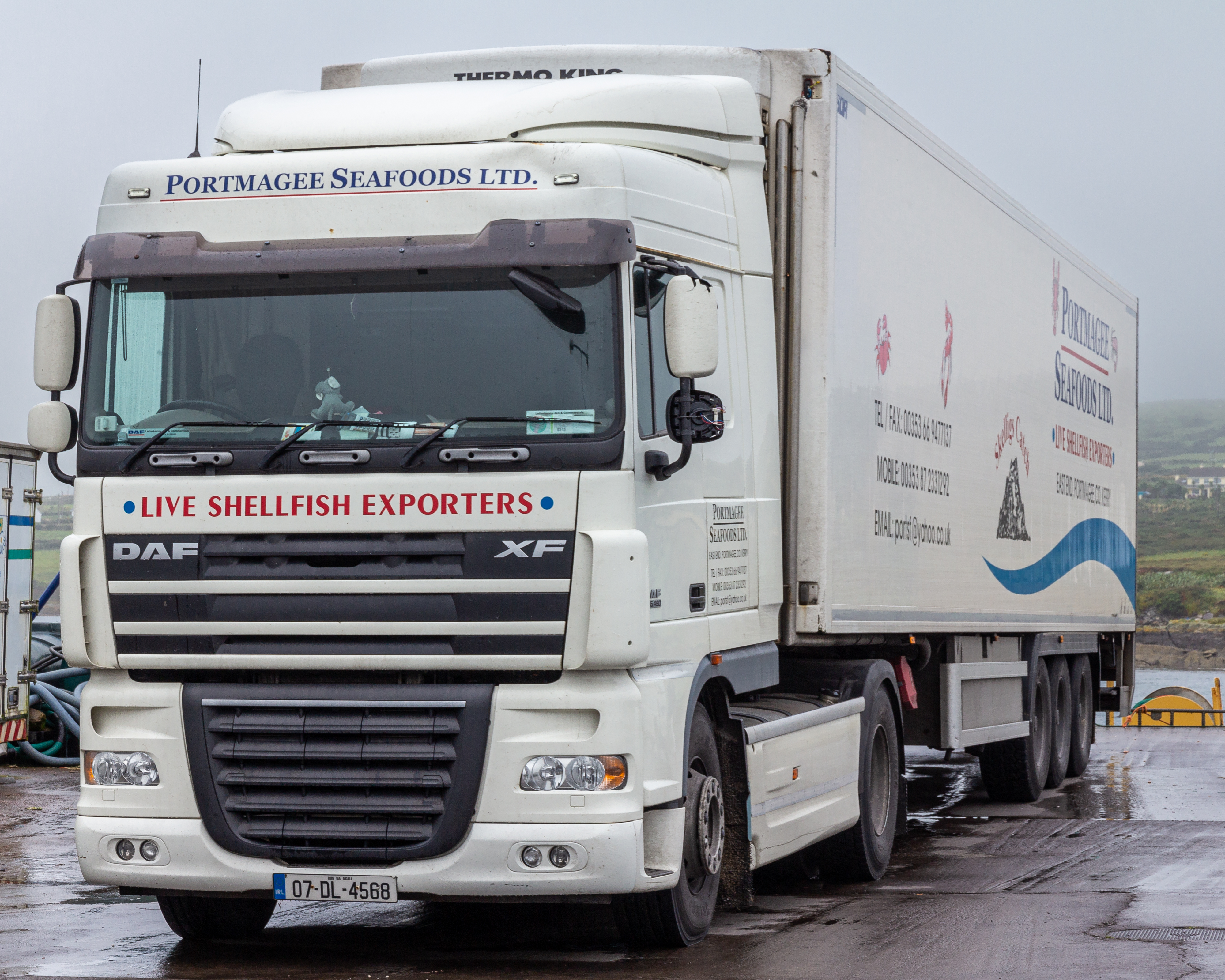
DAF XF 105

Vào năm 1949, DAF đã cho ra đời DAF A30, đây là mẫu xe tải đầu tiên của họ. Mẫu xe tải này liên tục được nâng cấp trong những năm sau đó. Nỗ lực đầu tiên của họ khi thâm nhập thị trường quốc tế với mẫu DAF 2000DO đã thất bại. Mẫu xe tải tiếp theo họ cho ra mắt vào năm 1964 là DAF 2600, đã trở thành một mẫu xe bán chạy với cabin được trang bị nội thất tiện nghi và mang tính thực dụng. Họ cũng sản xuất một loại đầu kéo có phần đầu xe được gọi là "torpedo front".
Vào những năm 1970, một mẫu cabin mới dạng mô-đun có thể lật về phía trước mang tên F218, đã được giới thiệu trên các mẫu xe F1600/F2000. Ba năm sau, với phiên bản rộng hơn là F241, với đặc trưng là kính chắn gió với ba cần gạt mưa của DAF, được ra mắt dưới cái tên DAF 2800.  Cũng có một mẫu cabin nhẹ hơn, không gian hẹp hơn được gọi là F198, được giới thiệu vào năm 1972 trên các mẫu xe F1200 và F1400, nhưng mẫu cabin này chỉ tồn tại trong thời gian ngắn và sau ba năm, chúng được thay thế bởi một mẫu khác. Năm 1984, số lượng xe tải DAF bán ra đạt 13.645 chiếc, con số này tăng lên 14.382 chiếc trong năm 1985.
DAF cũng là một trong những hãng đầu tiên đưa động cơ diesel tăng áp làm mát khí nạp vào các dòng xe tải của họ. Động cơ turbodiesel sáu xi-lanh lớn nhất của họ, dung tích 11,6 lít (710 in khối), dựa trên động cơ Leyland O.680 cũ. Đây đã trở thành động cơ tiêu chuẩn cỡ lớn của DAF cho đến những năm 1990.
Dòng xe 95 của DAF được ra mắt vào năm 1987 và nhanh chóng giành được giải thưởng danh giá Xe tải của năm. 95 có thiết kế cabin hoàn toàn mới, là thành quả của việc hợp tác phát triển cùng với ENASA của Tây Ban Nha, được gọi là Cabtec, cùng với phiên bản cải tiến của động cơ 11,6 lít ATI, với công suất định mức 310, 350, hoặc 380 mã lực (theo đơn vị mã lực mét) và được trang bị hộp số 16 cấp số đến từ ZF Friedrichshafen. Tại châu Âu, hộp số Twinsplitter của Eaton là một tùy chọn dành cho khách hàng. Mẫu xe này được bán ra với một loạt các cấu hình về chiều dài trục xe để đáp ứng mọi yêu cầu vận hành.
Rất nhiều sự chú ý dành cho việc cách âm, mức độ tiếng ồn trong cabin của dòng xe DAF 95 khiến cho nhiều xe sedan hạng sang phải thấy xấu hổ. Bản nâng cấp vào năm 1991 đã đem đến các mức công suất động cơ mới là 329, 364, và 401 mã lực. Một phiên bản với công suất 430 mã lực, cùng với các mẫu đầu kéo sàn thấp và nội thất được cải tiến, đã được giới thiệu vào mùa xuân năm 1992.
Hai năm sau, sau khi nghiên cứu kỹ lưỡng thị trường vận tải hàng hóa đường dài, DAF đã cho ra mắt mẫu 95.500 Super Spacecab tại triển lãm RAI năm 1994. Cabin của dòng 95 được nâng cao và kéo dài, và được trang bị động cơ Cummins 14 lít N14, sản sinh công suất lên đến 507 mã lực. Hộp số 16S221 mới của ZF, với vỏ nhôm, được lắp đặt kèm tùy chọn đối với hệ thống phanh hãm thủy động lực học Intarder. Một điểm đột phá là cần số thủy lực được phát triển cùng với Konsberg của Na Uy.
Với chiều cao tổng thể là 3,85m, Super Spacecab có chiều cao trong khoang nội thất là 2,25m, được trang bị một giường nằm sang trọng cùng với không gian lưu trữ rộng rãi bên dưới và một loạt các tùy chọn như lò vi sóng, tủ lạnh, và hệ thống TV/video. DAF 95.500 được bán ra dưới dạng đầu kéo 4x2 hoặc xe tải thân cứng. Tuy nhiên, chỉ có phiên bản tay lái nghịch, mặc dù cabin Super Spacecab cũng được sử dụng trên các mẫu xe với phiên bản động cơ 11,6 lít. Hiện nay, DAF 95.500 là một mẫu xe tải rất hiếm, điều này khá ngạc nhiên với mức giá niêm yết ban đầu là 87.650 bảng Anh.
Mẫu thiết kế cabin cơ bản này vẫn được sử dụng cho đến ngày nay, trên mẫu 95XF và hiện tại là XF105, mặc dù cả hai phiên bản đều được phát triển từ nguyên mẫu của DAF 95, sự khác biệt đến từ những cỗ máy bên trong. Các dòng xe khác nằm trong danh mục của DAF bao gồm mẫu Roadrunner thừa hưởng từ Leyland Trucks (được đặt tên là DAF 600, 800, 1000 tại châu Âu), sau đó những mẫu xe trên được phát triển thành mẫu DAF 45. Cabin của mẫu xe này được sử dụng trên mẫu DAF 55 có tải trọng tổng thể lên đến 18 tấn, cũng như được sử dụng trên biến thể quân sự 4×4.
Một dòng xe hoàn toàn mới từ hạng trung đến hạng nặng ra mắt vào cuối năm 1992. DAF 65, 75 và 85 đều sử dụng mẫu cabin có dạng hình nêm. Được trang bị các động cơ của DAF với dung tích 6,24 lít (381 in khối), 8,65 lít (528 in khối) và 11,6 lít (710 in khối), dòng xe này có một số chi tiết thiết kế mới lạ, trong đó cabin của dòng 85 được đặt cao hơn 10 cm (3,94 in) so với khung gầm để phù hợp hơn với động cơ WS.
Một dòng xe tồn tại trong một khoảng thời gian là dòng 80 Series, chúng xuất hiện từ năm 1990 cho đến năm 1993, sử dụng mẫu cabin T45 Roadtrain có được từ việc tiếp quản Leyland Trucks, được trang bị hệ truyền động ATI. Cũng được đưa ra thị trường trong một khoảng thời gian là mẫu 3200, về cơ bản là mẫu xe trên là phiên bản cải tiến của mẫu xe 2800 với lưới tản nhiệt ba thanh theo phong cách đặc trưng của hãng.
DAF LF45, một mẫu xe tải sử dụng động cơ hybrid được DAF giới thiệu tại IAA 2010 ở Hannover.

### Tatra
Vào tháng 8 năm 2011, DAF đưa ra thông báo về việc đã mua lại 19% cổ phần của Tatra, công ty sẽ sử dụng cabin của DAF và động cơ của Paccar. Các đại lý của DAF sẽ bán xe tải địa hình Tatra.

## Xe thể thao

### Ô tô

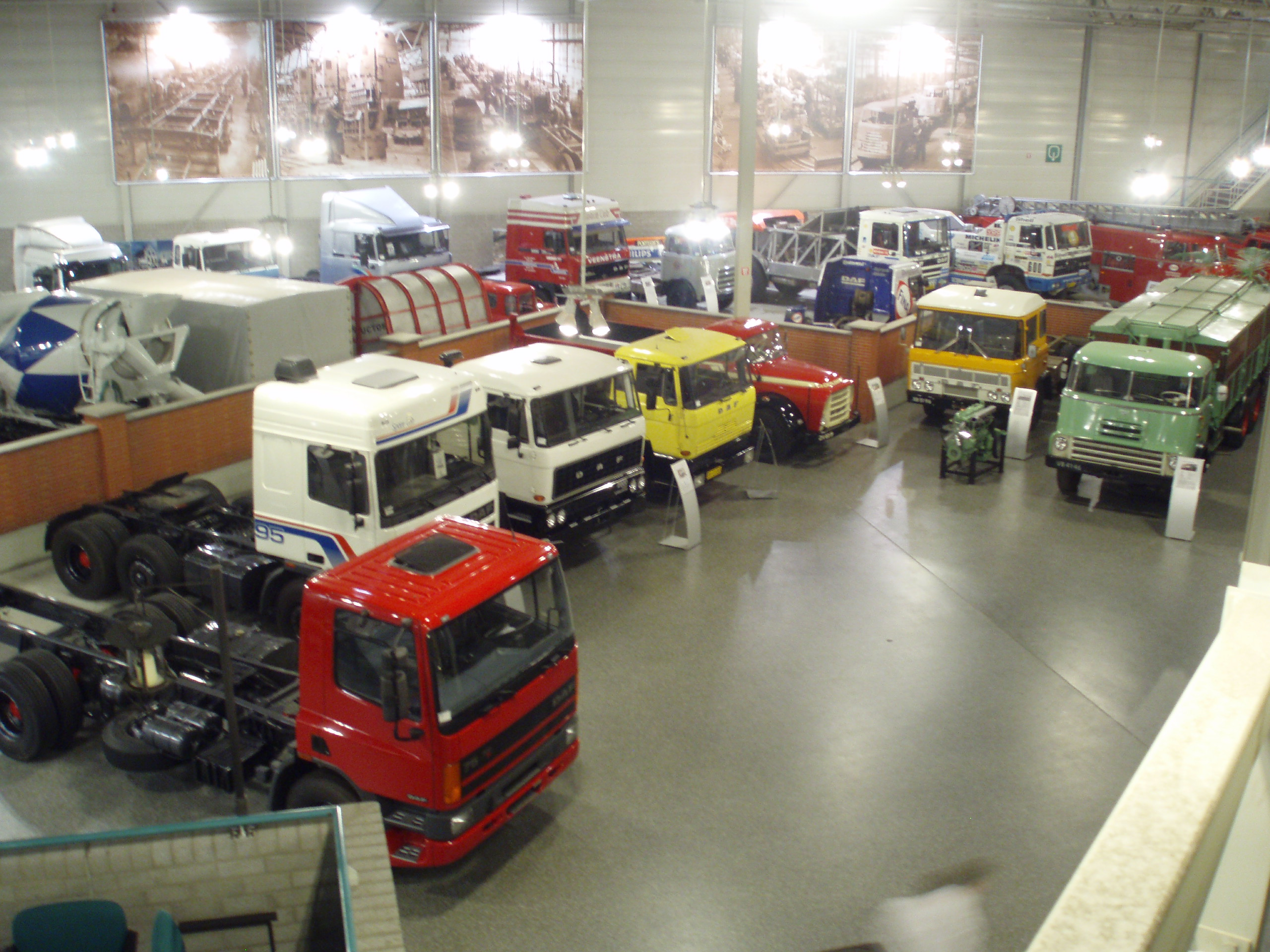
Các mẫu xe tải DAF khác nhau được trưng bày tại Bảo tàng DAF, Eindhoven

Xe hơi của DAF vốn dĩ đã mang hình ảnh chậm chạp. Công ty đã cố gắng thay đổi hình ảnh này bằng cách sử dụng các mẫu xe của mình và tham gia vào các cuộc đua và giải rally, chẳng hạn như tham gia vào cuộc đua London–Sydney Marathon.
Họ là những người tiên phong trong việc sử dụng hộp số tự động biến thiên vô cấp có tên gọi là Variomatic.
Một chiếc xe của DAF đã được sử dụng trong bộ phim "World Safari" của Albie Mangle năm 1977.

### Đua xe tải
- Vào những năm 1980: DAF đã đưa những chiếc xe tải của mình tham gia tại cuộc đua Dakar Rally và họ đã giành chiến thắng vào những năm 1982, 1985 và 1987. Trong các năm sau đó, họ sử dụng các mẫu xe tải trang bị động cơ kép để thi đấu như TurboTwin (1986), TurboTwin II (1987) và X1 (1988). Mẫu xe X1 sản sinh ra tổng công suất lên đến 1.220 PS (900 kW).
- 1988: Hai chiếc xe tải X1 và X2 đã tham gia vào cuộc đua Paris-Dakar. Chiếc xe do Jan de Rooy điều khiển đang đứng thứ ba chung cuộc, vượt qua cả Peugeot 405 T16 về mặt tốc độ. Trong khi chiếc xe còn lại của DAF, do Theo van de Rijt điều khiển đã gặp tai nạn và khiến cho người phụ lái của anh, Kees Van Loevezijn bị thương nặng và không qua khỏi, hai người còn lại trong xe đã may mắn thoát chết. Sau đó, DAF đã rút lui khỏi cuộc đua sau vụ tai nạn.
- 1996: DAF bắt đầu tham gia vào giải đua xe tải châu Âu European Truck Racing Championship, những năm đầu họ tham gia không mấy thành công, nhưng đến năm 1999, họ suýt trở thành nhà vô địch. Cuối cùng, điều khiến mọi người đều bất ngờ là họ đã rút lui.
- 2002: DAF tham gia cuộc đua Dakar với hai tay đua là Jan de Rooy và con trai ông, Gerard.
- 2003: DAF tham gia cuộc đua Dakar, giành chiến thắng ở nhiều chặng trước khi Gerard de Rooy gặp tai nạn.
- 2004: DAF tham gia cuộc đua Dakar, họ nâng cấp sức mạnh cho sáu chiếc xe tải đua. Với ba đội đua, mỗi đội có cho mình hai chiếc xe: đội Tridec với hai tay đua là Jan và Gerard de Rooy, đội Hans Bekx và đội GINAF Rally Power (lưu ý rằng trong số sáu xe tải tham gia cuộc đua, có bốn xe tải do DAF chế tạo và hai xe do GINAF chế tạo).
- 2006: Jan và Gerard de Rooy bị loại khỏi cuộc đua Dakar do vấn đề về giấy tờ.

## Danh sách các CEO
- 1965 – 1990: Richard Nagtegaal
- 1990 – 2011: Frans Nagtegaal
- 2011 – nay: Harry Wolters

## Các mẫu xe hiện tại

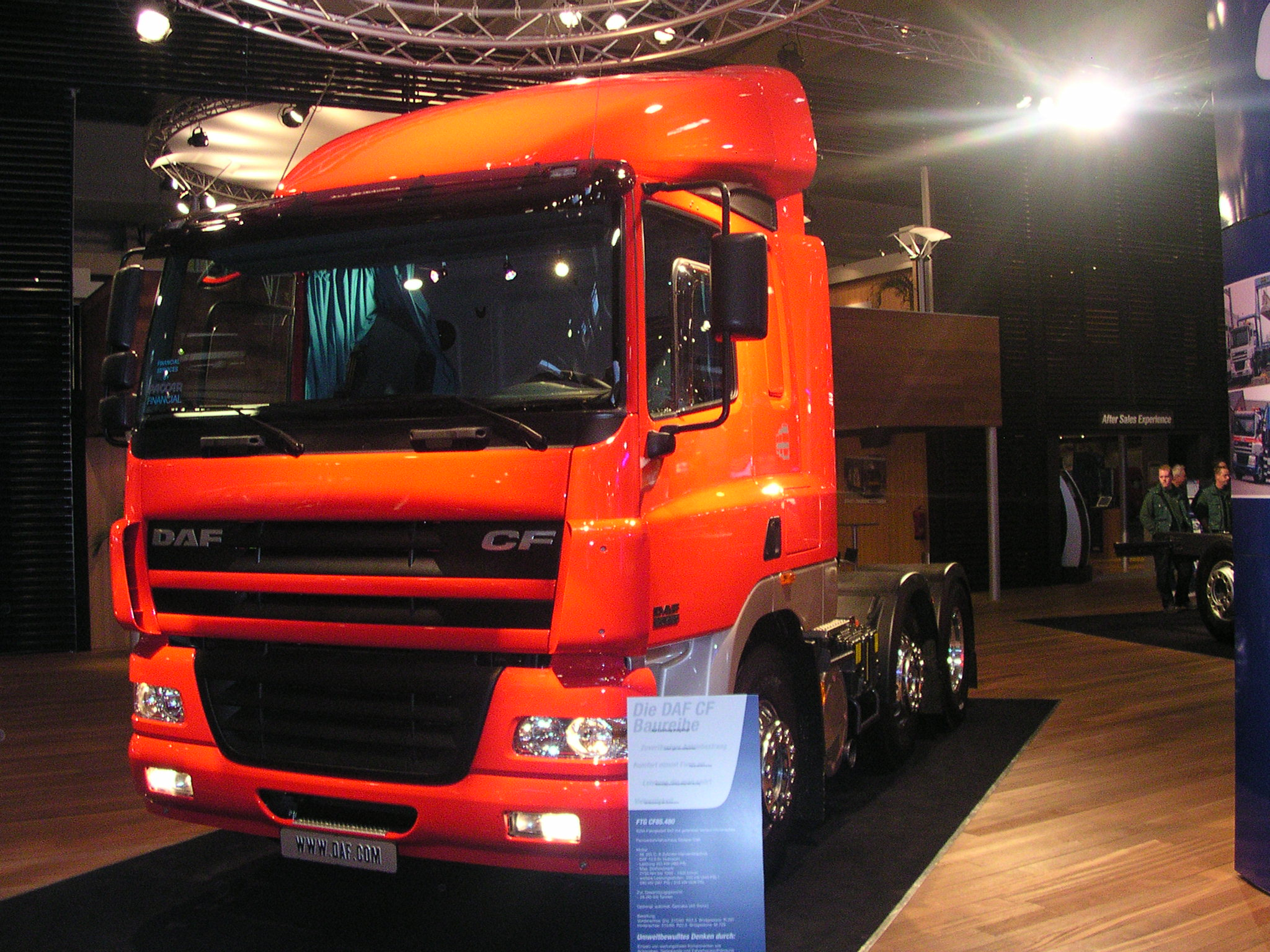
Đầu kéo DAF CF 85 (6 × 2)

- Dòng LF
- Dòng CF
- Dòng XF
- Dòng XG
- Dòng XG+
- Dòng XD
- Dòng XB